# Reggio di Calabria
Reggio di Calabria (někdy také Reggio Calabria) je italské město položené při Messinské úžině v oblasti Kalábrie, hlavní město provincie Reggio Calabria a největší kalabrijské město.

## Historie
Kolem roku 720 př. n. l. zde, na východním pobřeží Messinského průlivu, vyrostla osada zajišťující spojení s protilehlou Messinou na Sicílii. Šlo o kolonii osídlenou přistěhovalci z řecké Chalkidy, města na ostrově Euboia. Byla jednou z prvních řeckých osad na italské pevnině. Neslo jméno Rhégion a bylo založeno Chalkidany. Rozvoj města podpořil obchod a v době největšího rozkvětu mělo město loďstvo o síle 70 válečných lodí.
Roku 433 př. n. l. uzavřelo město smlouvu s Athénami a spojilo se s nimi proti Syrakusám ale zůstalo v roce 415 př. n. l. neutrální. Ve 3. století př. n. l. ho dobyli Římané, město si i přesto dochovalo svůj řecký ráz. Po spojenecké válce, která přinesla obyvatelům římské občanství se z města stalo Municipium a vyvinulo se pod jménem Rhegium Julii ve výstavní město. Za doby císařského Říma náleželo k důležitým jihoitalským centrům a v dějinách Itálie hrálo vždy významnou roli. Po rozpadu Římské říše se Velké Řecko ocitlo pod byzantskou svrchovaností.
28. prosince 1908 v časných ranních hodinách postihla město a jeho okolí zemětřesení, které se zapsalo do dějin jako nejstrašnější živelní pohroma v evropské historii. Zemětřesení, které trvalo 37 vteřin změnilo město v hromady trosek, pod nimiž zůstalo pohřbena více než polovina z tehdejších 40 000 obyvatel města. Po hlavním záchvěvu následovaly ještě další, slabší otřesy, a po deseti minutách přišly tři po sobě následující vlny tsunami, největší o výšce kolem 12 m, se přelily přes nábřeží, kde ti, kteří přežili otřesy, hledali spásu před padajícími troskami.

## Současnost
Dnes se svými více než 186 000 obyvateli je městem mnoha protikladů – neupravený konglomerát těžkého průmyslu, chudinských čtvrtí, rozbitých ulic a na druhé straně stopy bývalé elegance a nová výstavba. V letech 1783 a 1908 bylo velice silně poničeno zemětřesením. Ve městě nejsou v podstatě žádné historické budovy. Budovy současného Reggia jsou však vystavěny v historizujícím stylu. Hlavní třída Corso Garibaldi se táhne centrem města v délce 2 km a ve večerní době je nejživějším korzem celé Kalábrie. Souběžně s ní je nově vystavěna pobřežní promenáda Lungomare, která nabízí nádherný pohled na sicilskou Messinu. Je lemována mohutnými gumovníky, palmami a magnoliemi. Básník Gabriele d'Annunzio tuto promenádu popsal jako "Il piú bel chilometro d'Italia".
Původně Reggio bylo hlavním městem Kalábrie. Nyní je to Catanzaro, po krvavých protestech však byly pravomoci hlavního města rozděleny rovnoměrně mezi obě města. Velký podíl na zanedbanosti města mají hluboko zakořeněné sociální problémy a pak zejména obrovský vliv, který nad městem má kalabrijská mafie "ndrangheta". Nezaměstnanost v celé provincii se pohybuje mezi 20–30%.
Návštěvníkům město nenabízí mnoho příležitostí k prohlídce. Nikdo z nich by však neměl vynechat návštěvu významného muzea Museo Nazionale (Piazza De Nava na konci Corso Garibaldi), kde jsou soustředěny nejvýznamnější sbírky archeologických nálezů z oblasti Kalábrie. Nejcennějšími exponáty jsou dvě bronzové sochy řeckých válečníků v nadživotní velikosti pocházející z 5. století př. n. l. Byly vyloveny z Jónského moře u Riace v roce 1972 a po restaurování jsou od roku 1981 hlavním lákadlem návštěvy muzea. Kromě Bronzi di Riace  muzeum nabízí památky z Locri, Caulonie a dalších důležitých řeckých osad v Kalábrii.
Dalšími památkami ve městě jsou na Corso Garibaldi dóm, který po zemětřesení z roku 1908 byl přestavěn v románském stylu a pozůstatky aragonského hradu na náměstí Piazza Castello.

## Vývoj počtu obyvatel
Počet obyvatel

## Osobnosti
- František Trenck (1711–1749), rakouský vojenský velitel
- Umberto Boccioni (1882–1916), italský malíř, sochař a kritik umění, představitel a hlavní teoretik futurismu
- Gianni Versace (1946–1997), italský módní návrhář
- Donatella Versace (* 1955), italská módní návrhářka